# Eröffnungskonzert der Elbphilharmonie 2017
Die Bürgerschaft als Bauherr der Elbphilharmonie (Hauptartikel) in Hamburg feierte die Eröffnung des Großen Saales und des gesamten Gebäudes am 11. Januar 2017. Die Feier für die Bau- und Schlüsselübergabe des Konzerthauses war bereits direkt nach dem 31. Oktober 2016 rechtzeitig für die Orchesterproben vorausgegangen. Seit dem 4. November wurde das Gebäude von Hunderttausenden besichtigt, unter anderem auch bei einer Ballettvorführung der Compagnie von Sasha Waltz.
Das Konzert „Zum Raum wird hier die Zeit“ (ein Zitat aus Richard Wagners Parsifal) des NDR Elbphilharmonie Orchesters bildete an dem Abend den Mittelpunkt nach den Eröffnungsreden der Stadt- und Bundesprominenz, des Architekten und des Intendanten für die über 2000 Besucher. Das Orchester des NDR hieß bis 2016 „NDR-Sinfonieorchester“.
Das Programm bot eine musikalische Zeitreise von der Renaissance bis zur Gegenwartsmusik. Es wurde europaweit live auf verschiedenen Radio- und Fernsehkanälen übertragen. Die Zusammenstellung des Programms und das Dirigat erfolgte durch Thomas Hengelbrock.

## Programm
Die musikalischen Beiträge zum Festakt und des Konzerts am 11. Januar:

### Festakt zur Eröffnung
- Ludwig van Beethoven: Ouvertüre zu Die Geschöpfe des Prometheus, op. 43, 1801.
- Felix Mendelssohn Bartholdy: Ouvertüre zu Ruy Blas, op. 95, 1839.
- Johannes Brahms: Allegro con spirito aus: Sinfonie Nr. 2, D-Dur, op. 73, 1877.

Bei diesem Veranstaltungsteil wurden dazwischen diverse Ansprachen gehalten. Nach einer kurzen Aufschaltpause für die verschiedenen Sender und Nachrichtensendungen kam das ensuite gespielte Hauptprogramm.

### Eröffnungskonzert: „Zum Raum wird hier die Zeit“
- Benjamin Britten: Pan aus: Sechs Metamorphosen nach Ovid, op. 49, 1951.
- Henri Dutilleux: Appels, Echos und Prismes aus: Mystère de l’instant, 1989.
- Emilio de’ Cavalieri: Dalle più alte sfere, aus: Intermedien für La pellegrina, 1589.
- Bernd Alois Zimmermann: Photoptosis / Prélude für großes Orchester, 1968.
- Jacob Praetorius II: Quam pulchra es, Motette für 5 Stimmen und Basso continuo. 1606.
- Rolf Liebermann: Furioso, 1947.
- Giulio Caccini: Amarilli, mia bella, aus: Le nuove musiche, 1602.
- Olivier Messiaen: Finale aus: Turangalîla-Sinfonie für Klavier, Ondes Martenot und Orchester, 1948.
- Richard Wagner: Vorspiel zu Parsifal, 1882.
- Wolfgang Rihm: Reminiszenz / Triptychon und Spruch in memoriam Hans Henny Jahnn / Uraufführung / Auftragswerk des NDR, 2016.
- Ludwig van Beethoven: Finale aus: Sinfonie Nr. 9, d-Moll, op. 125, 1824.

Ein Stück stammt aus dem 16. Jahrhundert, zwei Stücke vom Anfang des 17. Jahrhunderts, ein Stück aus dem 19. Jahrhundert, fünf Stücke aus dem 20. Jahrhundert und ein Stück aus dem 21. Mit Praetorius d. J. und Liebermann waren zwei Komponisten aus der Hansestadt vertreten. Die drei Stücke im Festakt haben ihren Ursprung „einmal quer durch“ das 19. Jahrhundert.

## Mitwirkende
- NDR Elbphilharmonie Orchester
  - Thomas Hengelbrock, Dirigent
- Chor des Bayerischen Rundfunks
- NDR Chor

Solisten:
- Iveta Apkalna, Orgel
- Pavol Breslik, Tenor
- Philippe Jaroussky, Countertenor
- Kalev Kuljus, Oboe
- Wiebke Lehmkuhl, Mezzosopran
- Hanna-Elisabeth Müller, Sopran (war erst an dem Tag eingesprungen)
- Bryn Terfel, Bassbariton

## Bedeutung des Konzerts, Rezeption
Das Konzert wurde gleichzeitig auf verschiedenen Ebenen wahrgenommen:
- Wie klingt Instrumentalmusik und klassischer Gesang in diesem Saal?
- Wie wird der Veranstaltungsraum von unterschiedlichen Publikumsgruppen angenommen ?
- Rihms Komposition und die Bezüge seiner Komposition zur frühen klassischen Musik?
- Was leisteten Orchester und Solisten an dem Abend (beschreibende Musikkritik) ?

Die guten Kritiken des Raumklangs wurden zum Teil bei der Verständlichkeit der Gesangstexte auf den Plätzen im Rücken des Chors etwas eingeschränkt. Hervorgehoben wird die gute Akustik in den oberen Rängen. Dies Urteil bestätigte sich dann auch zwei Abende später bei dem Konzert des Chicago Symphony Orchestras.
Durch ein großes Kontingent an Freiplätzen und die Nachfrage dafür zeigte sich ein großes Interesse in Hamburg und Umgebung an einem derartigen Programmangebot. Auch die Bezahlplätze des nächsten Veranstaltungsquartals waren bereits vor dem Abend ausgebucht.

## Hinweise zu den verwendeten Instrumenten
- Ondes Martenot, ein frühes elektronisches Musikinstrument (Einführung 1928)
- die Harfe als Soloinstrument
- Konzertorgel im Großen Saal
- Zymbal